# Раунтри, Сибом
Бенджамин Сибом Раунтри (7 июля 1871 — 7 октября 1954) — английский социолог, социальный реформатор и промышленник. Широко известен благодаря своим трём исследованиям о положении бедняков в Йорке, которые проводились в 1899, 1935 и 1951 годах.
Первое исследование включало в себя всесторонний анализ условий жизни бедных в Йорке, во время которого был посещён каждый дом людей из рабочего класса. Аргумент Раунтри о том, что бедность является результатом низкой заработной платы, противоречил традиционному мнению того времени, ответственности самих бедняков за своё плохое положение.

## Жизнь
Сибом Раунтри родился в Йорке. Он являлся вторым сыном Джозефа Раунтри, успешного торговца, впоследствии знаменитого производителя какао и шоколада, и Эммы Антуанетты Сибом. До 10 лет Сибом Раунтри получал образование в индивидуальном порядке, затем учился в школе-пансионе Бутэм. После её окончания Раунтри в течение пяти семестров изучал химию в Оуэнском колледже в Манчестере, а затем в 1889 году присоединился к управлению семейным бизнесом, заложив основы первого химического отделения компании. Он стал её директором в 1897 году, когда фирма была реорганизована в общество с ограниченной ответственностью, и возглавлял её с 1923 по 1941 год.
В 1897 году он женился на Лидии Поттер (1868/9—1944), дочери инженера Эдвина Поттера. У них родилось четверо сыновей и одна дочь. После того, как его жена умерла, он жил в крыле старого дома Бенджамина Дизраэли, в поместье Хугенден, где и умер от сердечного приступа в 1954 году.

## Работа

### Первое йоркское исследование (1899)
Раунтри начал исследовать ситуацию с бедностью в Йорке, вдохновившись работой своего отца Джозефа Раунтри и деятельностью Чарльза Бута, которую последний проводил в Лондоне. Он провел всесторонний анализ условий жизни бедных слоев населения в Йорке, во время которого исследователи посетили каждый дом, населенный представителями рабочего класса. В рамках этой работы были опрошены 11 560 семей (46 754 человек). Результаты были опубликованы в 1901 году в книге «Бедность. Исследование городской жизни».
В рамках этой работы Раунтри также изучил богатые семьи Йорка и определил черту бедности с точки зрения минимальной еженедельной суммы денег, «необходимой для того, чтобы семьи могли… обеспечить себе здоровую жизнь». В сумму, необходимую для удовлетворения минимума жизненных потребностей, включались расходы на топливо, свет, аренду, еду, одежду, предметы домашнего обихода и личные вещи, скорректированные в зависимости от размера семьи. Раунтри определил эту черту, используя социально-научные методы, которые не применялись ранее в рамках изучения бедности. Например, он консультировался с ведущими диетологами того периода, чтобы выяснить необходимый минимум потребления калорий и питательных веществ, соблюдение которого позволило бы избежать болезней и истощения от голодания. Кроме того, он специально изучил ситуацию на продовольственном рынке в Йорке, для того чтобы узнать самые дешевые цены в городе на продукты питания, включенные в состав этой минимальной диеты.
Согласно этим критериям 27,84% всего населения Йорка проживало за чертой бедности. Этот результат соответствовал выводам исследования ситуации с бедностью в Лондоне, проведенного Чарльзом Бутом, и подчеркивал несостоятельность популярного в то время мнения, что абсолютная бедность являлась проблемой, характерной лишь для Лондона и не была широко распространена в остальной части Британии.
Он разделил людей, находящихся за чертой бедности, на две группы в зависимости от причины их неблагополучного положения. В первую он включил тех, кто жил в условиях крайней нищеты и не имел достаточного дохода для покрытия расходов, необходимых для удовлетворения их основных потребностей. Те, кто относился ко второй группе, имели достаточно высокий доход для удовлетворения основных потребностей, но зарабатываемые ими деньги уходили на покрытие других нужд, поэтому это не позволяло им жить благополучно.
Анализируя результаты исследования, он обнаружил, что люди на определенных этапах своей жизни, например, в старости и раннем детстве с большей вероятностью оказываются в крайней нищете, чем на других этапах жизненного пути. Исходя из этого, он сформулировал идею цикла бедности, согласно которой некоторые люди в течение жизни входили в группу абсолютной бедности и выходили из неё.
Аргумент Раунтри, что бедность является следствием низкой заработной платы, противоречил традиционному мнению о том, что бедняки сами несут ответственность за свое положение.

### Второе йоркское исследование (1935)
В 1936 году Раунтри опубликовал дополнительное исследование явления бедности в Йорке, отчет о котором получил название «Бедность и прогресс». Оно было основано главным образом на методе, использовавшемся в предыдущей работе, однако, в этот раз он обнаружил, что абсолютная бедность среди рабочего класса в Йорке снизилась на 50% с момента первого исследования. Но, поскольку он всё же несколько изменил методику определения черты бедности и, таким образом, критерии абсолютной бедности, это сравнение сложно назвать прямым. В новой работе он учёл расходы, которые не были строго необходимы для выживания, в том числе траты на газеты, книги, радио, пиво, табак, праздники и подарки. Результаты анализа показали, что причины бедности значительно изменились за несколько десятилетий. В 1890-х годах основной причиной бедности людей из первой группы была низкая заработная плата (52%), тогда как в 1930-х годах главным фактором являлась безработица (44,53%), а не маленький размер оплаты труда (10%).
Несмотря на включение дополнительных расходов, он обнаружил, что доля группы населения, находящейся за чертой бедности, снизилась до 18% в 1936 году и до 1,5% в 1950 году. Надо полагать, исследование Раунтри оказалось довольно ценным, поскольку уровень бедности стал снижаться как раз благодаря созданию новых рабочих мест.

### Третье йоркское исследование (1951)
Раунтри опубликовал отчёт о третьем исследовании бедности в Йорке в 1951 году под названием «Бедность и государство всеобщего благосостояния», который был подготовлен при поддержке его научного сотрудника, капитана Дж. Р. Лейверса. В отличие от предыдущих исследований, в этот раз был использован метод выборки, а не всесторонний анализ.
К 1950-м годам стало казаться, что абсолютная бедность является уже незначительной проблемой, хотя некоторые социальные группы все еще продолжали оставаться в зоне особого риска, как это было, например, в случае с пожилыми людьми. Однако, считалось, что увеличение пособий по социальному обеспечению вскоре должно решить и этот вопрос.
Преодоление бедности было предопределено развитием экономики, так как 1950-е были годами «финансово благополучного общества». Кроме того, правительством реализовывалась программа создания полной занятости населения и формирования государства всеобщего благосостояния. Широко распространено мнение, что именно благодаря этой политике были перераспределены блага между богатыми и бедными, и это значительно повысило уровень жизни рабочего класса.

## Другая деятельность
Дэвид Ллойд Джордж предложил Раунтри изучить условия жизни людей в сельской местности в Британии. Работы «Земля» (1913) и «Как живёт трудящийся?» (1913) позволили взглянуть на условия жизни фермерских семей. Раунтри утверждал, что увеличение земельных владений сделает сельское хозяйство более продуктивным.
В его работе «Человеческие потребности в труде» приводились аргументы в пользу выделения семейных пособий и установления размера минимальной оплаты труда, а в исследовании «Человеческий фактор в бизнесе» Раунтри утверждал, что владельцы компаний должны применять более демократичные методы управления, подобные тем, что используются на его собственной фабрике, и не прибегать к чересчур автократичным стилям руководства.

## Влияние

### Либеральные реформы
Раунтри был сторонником Либеральной партии и надеялся, что его работа окажет влияние на либеральных политиков. Раунтри познакомился с Дэвидом Ллойд Джорджем в 1907 году во время их встречи, в момент которой последний являлся президентом Совета по торговле. Влияние Раунтри можно проследить в реформах, проведенных либералами. В июне 1936 года он был избран членом Совета Либеральной партии.

### Лейбористская партия
Работа «Бедность и прогресс» повлияла на политику послевоенного правительства лейбористов, а выводы из «Бедности и государства всеобщего благосостояния» использовались в предвыборной программе лейбористской партии в 1951 году, озаглавленной «Конец нищеты», хотя это и произошло без согласования с самим Раунтри.

## Промышленник и меценат
Сибом и компания семьи Раунтри помогли выявить новые методы построения производственных отношений, ведущие к повышению благосостояния сотрудников и улучшению качества управления. Линдалл Урвик в своей книге «Золотая книга управления» описывает Раунтри как «величайшего первопроходца британского управленческого движения». Религиозные взгляды Раунтри (квакерство) также оказали влияние на его деловую практику — он полагал, что существование компаний, которые платят низкую заработную плату, плохо сказывается на «экономике страны и человечества». Вместе со своим отцом Джозефом Раунтри он внес ряд улучшений в условия труда сотрудников, включая повышение заработной платы, установление восьмичасового рабочего дня и пенсионные пособия. В 1904 году компанией был нанят врач, который давал бесплатные консультации всем работникам, а вскоре после этого было создано корпоративное стоматологическое отделение.
В 1947 году он стал сооснователем Британского института управления, а в 1952 году первым англичанином, ставшим почетным членом этого института.

## Шоколадная фабрика
Шоколадная фабрика Раунтри была местом больших научных исследований и получила всемирную известность.
Сибом Раунтри понимал важность кадровых решений и поэтому нанимал на свою фабрику многих известных специалистов. Среди них были Оливер Шелдон, Линдалл Урвик и доктор Кларенс Норткотт. Фабрика являлась корпоративным членом Общества Тейлора и ставилась в пример его президентом Генри С. Деннисоном.
В 1922 году Сибом инициировал создание отдела производственной психологии и впервые в истории британской промышленности использовал психологические тесты при найме новых сотрудников. Психолог компании Виктор Муррис разработал специальный тест, который позволял выяснить, насколько хорошо соискатели смогут упаковывать шоколад.
С.Раунтри также принимал активное участие в работе Национального института промышленной психологии и входил в его исполнительный комитет с момента основания института в 1921 году. Он являлся его председателем с 1940 по 1947 годы и оставил деятельность в нем только в 1949 году.